# New Addictions
New Addictions es el quinto extended play del grupo estadounidense R5, lanzado el 12 de mayo de 2017 por el sello discográfico Hollywood Records.

## Antecedentes y desarrollo
El 5 de abril de 2017, la agrupación anunció la publicación del EP New Addictions a través de Twitter. Sobre el título, Ross mencionó: «Amo las nuevas adicciones. Siempre es bueno tener algo que consume cada pensamiento que tienes». Por su parte, Ellington comentó que «también se trata de la era digital. Netflix, Instagram, Spotify...es una era de adicción que es muy prominente [y] dramática en este tiempo». Para el álbum, el quinteto tomó el control creativo tanto en la composición como la producción. Estos explicaron que:

Cuando otras personas producen canciones para nosotros, solo es el resultado de ellos juntando notas. Cuando nosotros lo hacemos, tiene sentimiento y algo más. Creo que eso viene a través de las canciones [...] Como cualquier persona en el mundo, cuando trabajamos con alguien más, ellos tiene una noción preestablecida de lo qué somos, por lo que hemos hecho en el pasado. Es mucho más fácil hacerlo nosotros porque sabemos quiénes somos y qué queremos hacer.

## Lanzamiento y promoción
En abril de 2017, la banda programó un evento en Los Ángeles y otro en Nueva York con el fin de que los fanáticos pudieran escuchar el álbum antes del lanzamiento oficial. Como parte de la promoción, R5 reveló las primeras veinticinco fechas que formarían parte de su séptima gira de conciertos New Addictions Tour, que iniciaría el 17 de junio de 2017 en Hot Springs, Estados Unidos. Posteriormente, la banda anunció una segunda etapa destinada al continente europeo.

## Lista de canciones
| New Addictions — EP |                                  |                                                                            |                          |          |  |
| N.º                 | Título                           | Escritor(es)                                                               | Productor(es)            | Duración |  |
| 1.                  | «If»                             | Riker Lynch · Rocky Lynch · Ross Lynch · Ellington Ratliff                 | Rocky Lynch              | 3:11     |  |
| 2.                  | «Red Velvet» (con New Beat Fund) | Jeffrey Scott Laliberte · Riker Lynch · Rocky Lynch · Ross Lynch · Ratliff | Rocky Lynch · Pete Nappi | 3:07     |  |
| 3.                  | «Lay Your Head Down»             | Riker Lynch · Rocky Lynch · Ross Lynch · Ratliff                           | Rocky Lynch · Nappi      | 3:35     |  |
| 4.                  | «Trading Time»                   | Riker Lynch · Rocky Lynch · Ross Lynch · Nappi · Ratliff                   | Rocky Lynch · Nappi      | 3:08     |  |
| 5.                  | «Need You Tonight»               | Andrew Farriss                                                             | Dreamlab · Ruffian       | 2:58     |  |
| 15:59               |                                  |                                                                            |                          |          |  |

## Posicionamiento en listas

### Semanales
| País (Lista 2017)                 | Mejor posición |
| --------------------------------- | -------------- |
| Estados Unidos (Digital Albums)   | 25             |
| España                            | 9              |
| Nueva Zelanda (Heatseeker Albums) | 6              |